# 1 Hydrae
1 Hydrae är en gulvit stjärna i huvudserien i Vattenormens stjärnbild.
1 Hydrae har visuell magnitud +5,61 och är svagt synlig för blotta ögat vid normal seeing. Den befinner sig på ett avstånd av ungefär 87 ljusår.